# Guido Parteli
Guido Rodolfo Parteli (geboren 28. September 1895 in Sfruz; gestorben 18. April 1945 im KZ Dachau) war ein italienischer Emigrant, Antifaschist und politisch Verfolgter.

## Leben
Parteli wurde 1895 in einem kleinen Bergdorf im Nonstal in der Grafschaft Tirol geboren. Im August 1914 wurde der 19-Jährige wenige Tage nach dem Beginn des Ersten Weltkrieges in die österreichisch-ungarische Armee eingezogen und nach Galizien geschickt. An der Ostfront geriet er zu einem unbekannten Zeitpunkt in russische Kriegsgefangenschaft. Er wurde zunächst im Kriegsgefangenenlager Darnyzja bei Kiew untergebracht, das unter den Gefangenen als Hungerlager berüchtigt war. Als italienischsprechender Welschtiroler wurde er später in das Lager Kirsanow verlegt, das als Sammellager für alle italienischsprachige Soldaten der k.u.k. Armee diente. Im Lager Kirsanow hatte die italienische Regierung eine Militärmission eingerichtet, wo Gefangene aus der italienischen Minderheit der Habsburgermonarchie auf ihre politische Zuverlässigkeit geprüft und gegebenenfalls für die italienische Armee angeworben werden sollten. Nach Ausbruch der Oktoberrevolution wurde die Lage in Russland immer instabiler und die italienische Regierung entschloss sich, die angeworbenen Irredentisten über die Transsibirische Eisenbahn nach Wladiwostok zu evakuieren.
Auf dem Weg nach Osten schloss sich Guido Parteli dem Bataillon „Savoia“ an und kam im Frühjahr 1918 in der Italienischen Konzession von Tientsin in China an. In Tientsin wurde er dem Italienischen Expeditionskorps im Fernen Osten unterstellt, das gegen die Bolschewiki kämpfte. Mitte Juni 1918 wurde er wegen Befehlsverweigerung unter Arrest gestellt und mit etwa 100 weiteren ehemaligen Angehörigen der k.u.k. Armee der chinesischen Polizei übergeben und in ein Internierungslager in Peking gesteckt. Nach seiner Freilassung wurde er am 21. Februar 1920 nach Europa eingeschifft und erreichte zwei Monate später Triest. Zwei Tage nach seiner Ankunft wurde Parteli aus dem Königlichen Italienischen Heer entlassen. Nach fast sechsjähriger Abwesenheit kehrte er anschließend in seinen Heimatort Sfruz zurück.
1922 emigrierte er nach Frankreich, arbeitete als Bergmann in Algrange, später bei der Eisenbahn in Nancy. Anfang 1923 ging er nach Luxemburg und fand dort eine Anstellung als Bergmann. Er blieb 13 Jahre im Großherzogtum, wobei er mehrmals den Arbeitsplatz wechselte. 1936 wurde der mittlerweile arbeitslose Parteli aus Luxemburg ausgewiesen. Nach Frankreich zurückgekehrt, zog er ziellos auf der Suche nach Arbeit durch das Land. In Audun-le-Tiche an der Mosel ließ er sich nach einer Kundgebung eines sozialistischen Abgeordneten für den Kampf gegen die Nationalisten Francos anwerben, die vom faschistischen Italien unterstützt wurden. Nach seiner Einschiffung in Marseille langte er am 10. November 1936 in Albacete in Kastilien an.
Mit dem aus italienischen antifaschistischen Freiwilligen zusammengesetzten Garibaldi-Bataillon nahm er noch im November 1936 im Zuge der Belagerung von Madrid in den Reihen der Internationalen Brigaden an den Kämpfen um den Hügel Cerro de los Ángeles und um den Park Casa de Campo teil. Ein Herzleiden verhinderte jeden weiteren Einsatz im Spanischen Bürgerkrieg. Nach einem Aufenthalt in einem Militärkrankenhaus und anschließender Rekonvaleszenz in Huete und Valencia wurde Parteli im Frühjahr 1937 aus dem Dienst entlassen. Er blieb in Spanien und arbeitete als Kellner, wobei ihm seine Fremdsprachenkenntnisse zu Hilfe kamen. Infolge des Zusammenbruches der Spanischen Republik kehrte er im Februar 1939 nach Frankreich zurück und wurde dort zusammen mit anderen Republikanern interniert. Es folgten Aufenthalte in französischen Internierungslagern in Saint-Cyprien, Gurs, Argelès-sur-Mer, Mont-Louis und Le Vernet. Gesundheitlich angeschlagen, musste er schließlich erneut in ein Feldlazarett überstellt werden. Am 2. Januar 1942 wurde er aus der medizinischen Behandlung entlassen und des Landes verwiesen.
Am Tag darauf wurden die italienischen Behörden bei seinem Grenzübertritt bei Ventimiglia auf ihn aufmerksam, da er nur provisorische Papiere vorweisen konnte. Man überstellte ihn zunächst nach Sfruz. Kurz darauf wurde er erneut verhaftet und in das Gefängnis nach Trient gebracht. Bei seiner Verhörung gab er zu, im Spanischen Bürgerkrieg auf Seiten der Republikaner gekämpft zu haben. Zu seiner Verteidigung erklärte er, dass ihn allein der Hunger zur Anwerbung getrieben habe, dass er stets italienischer Gesinnung gewesen sei und die faschistische Regierung begrüße. Nach zweimonatiger Haft ohne jegliche rechtliche Grundlage und trotz Bedenken des Gefängnisarztes, der bei Parteli eine chronische Nierenentzündung diagnostizierte, wurde er Anfang April 1942 zu einer dreijährigen Verbannungsstrafe verurteilt, die er auf Ventotene abzuleisten hatte.  Anfang Juni 1942 langte er auf der Insel im Tyrrhenischen Meer an.
Nach dem Sturz Mussolinis wurde Parteli im August 1943 amnestiert und kehrte in das Nonstal zurück. Er wurde allerdings weiterhin von den Behörden beobachtet. Im Sommer 1944 wurde er vermutlich nach einer Denunziation erneut verhaftet und den Deutschen übergeben, die ihn in das Durchgangslager Bozen einlieferten. Am 5. Oktober 1944 wurde er mit dem Transport Nr. 90 in das KZ Dachau deportiert und am Tag seiner Ankunft am 9. Oktober 1944 mit der Häftlingsnummer 113477 registriert. Am 22. Oktober 1944 wurde er in das KZ Natzweiler-Struthof überstellt. Im Außenlager Leonberg musste er für Messerschmitt im Flugzeugbau arbeiten. Ende Januar 1945 kehrte er nach Dachau zurück und wurde zum Arbeitseinsatz bei der Messerschmitt im Außenlager Augsburg-Pfersee abgestellt. Nach seiner Rückkehr in das Stammlager Dachau starb Guido Parteli dort am 18. April 1945, elf Tage vor der Befreiung des Lagers durch US-amerikanische Truppen.
Die von der faschistischen Polizei eröffnete Akte des „Subversiven“ aus Sfruz wurde erst 1958 geschlossen, nachdem die Quaestur in Trient Nachforschungen über seinen Verbleib anstellen ließ. Die Carabinieri teilten der Quaestur mit, dass Parteli laut Gerüchten vermutlich in Deutschland gestorben sei, wohin er vorher deportiert worden war. Parteli war einer von acht aus dem Trentino stammenden Interbrigadisten, die in nationalsozialistischen Konzentrationslagern ums Leben kamen.